# Sudice (Morávia-Silésia)
Sudice é uma comuna checa localizada na região de Morávia-Silésia, distrito de Opava.